# Thecla tyrrius
Thecla tyrrius är en fjärilsart som beskrevs av Druce 1907. Thecla tyrrius ingår i släktet Thecla och familjen juvelvingar. Inga underarter finns listade i Catalogue of Life.